# Lorelei Linklater
Lorelei Grace Linklater (San Miguel de Allende, 29 maggio 1994) è un'attrice statunitense.
È conosciuta soprattutto per aver preso parte al film Boyhood.

## Biografia
Lorelei Linklater è figlia di Christina Harrison e del regista Richard Linklater. Il suo primo ruolo cinematografico risale al 2001, nel film di suo padre Waking Life. Nell'anno successivo ha fatto un cameo con suo padre nel film Spy Kids 2 - L'isola dei sogni perduti di Robert Rodriguez. Nel 2014 è apparsa nella pellicola di Richard Linklater Boyhood. La lavorazione del film è durata dal 2002 al 2013. Lorelei ha interpretato il ruolo della sorella del protagonista Ellar Coltrane per 12 anni. Ogni anno Richard Linklater ha radunato la stessa troupe e lo stesso cast per girare alcune scene del film, al fine di seguire la crescita fisica dei personaggi a pari passo con quella degli attori. Il film ha ricevuto sei candidature ai Premi Oscar 2015.

## Filmografia
- Waking Life, regia di Richard Linklater (2001) voce
- Spy Kids 2 - L'isola dei sogni perduti (Spy Kids 2: The Island of Lost Dreams), regia di Robert Rodriguez (2002) non accreditato
- The Substitute, regia di Bootler T. Fortmuffin - cortometraggio (2007)
- Boyhood, regia di Richard Linklater (2014)
- Occupy, Texas, regia di Jeff Barry (2016)
- Bomb City, regia di Jameson Brooks (2017)

## Riconoscimenti
- 2014 – Boston Society of Film Critics[7]
  - Miglior cast per Boyhood

- 2014 – Detroit Film Critics Society[8]
  - Candidatura al Miglior cast per Boyhood

- 2014 – Florida Film Critics Circle Awards[9]
  - Candidatura al Miglior cast per Boyhood

- 2014 – San Diego Film Critics Society Awards[10]
  - Candidatura al Miglior cast per Boyhood

- 2014 – Washington DC Area Film Critics Association Awards[11]
  - Candidatura al Miglior cast per Boyhood

- 2014 – Women Film Critics Circle Awards[12]
  - Candidatura come Miglior giovane attrice per Boyhood

- 2015 – Critics' Choice Movie Award[13]
  - Candidatura al Miglior cast per Boyhood

- 2015 – Georgia Film Critics Association[14]
  - Candidatura al Miglior cast per Boyhood

- 2015 – Screen Actors Guild Awards[15]
  - Candidatura al Miglior cast per Boyhood